# 細點鯙
細點鯙，又稱細點海鱔，為輻鰭魚綱鰻鱺目鯙亞目鯙科的其中一種，分布於中東大西洋Macaronesian群島海域，棲息深度可達250公尺，體長可達120公分，為底棲性魚類。

## 擴展閱讀
維基物種上的相關：細點鯙